# کریکت (فیلم)
«کریکت» (انگلیسی: The Cricketm) یک فیلم به کارگردانی آلبرتو لاتوادا است که در سال ۱۹۸۰ منتشر شد. از بازیگران آن می‌توان به آنتونی فرنسیوسا، ویرنا لیزی،  باربارا دِ روسی و رناتو سالواتوری اشاره کرد.